# Aleksandr Trofimow
Aleksandr Stiepanowicz Trofimow (ros. Александр Степанович Трофимов, ur. w październiku 1903, zm. 15 czerwca 1980 w Moskwie) – radziecki działacz partyjny i państwowy.

## Życiorys
Od 1927 należał do WKP(b), 1927-1931 studiował w Saratowskim Instytucie Pedagogicznym, następnie 1927-1931 pracował w systemie edukacji narodowej w Saratowie. Od 1937 był sekretarzem, potem do 1939 II sekretarzem Komitetu Miejskiego WKP(b) w Saratowie, od 1939 był pełnomocnikiem Komisji Kontroli Partyjnej przy KC WKP(b) kolejno na obwód czytyjski, Kraj Krasnodarski i na Azerbejdżańską SRR. Od 24 listopada 1946 do 22 września 1952 był II sekretarzem KC Komunistycznej Partii (bolszewików) Litwy i członkiem Biura KC KP(b)L, od września 1952 do stycznia 1954 pracował w KC WKP(b)/KPZR, od stycznia 1954 do listopada 1957 pełnił funkcję I sekretarza Komitetu Obwodowego KPZR w Bałaszowie. Od 25 lutego 1956 do 17 października 1961 był zastępcą członka KC KPZR, od listopada 1957 do stycznia 1959 instruktorem KC KPZR, od stycznia 1959 do września 1963 I sekretarzem Czeczeńsko-Inguskiego Komitetu Obwodowego KPZR, a od 31 października 1961 do 29 marca 1966 członkiem Centralnej Komisji Rewizyjnej KPZR. Deputowany do Rady Najwyższej ZSRR 2, 3, 4 i 6 kadencji. Odznaczony dwoma Orderami Lenina.